# تصدير إيران البنزين إلى فنزويلا 2020
في مايو 2020، أرسلت إيران خمس ناقلات نفط - فورست، فورتشن، بتونيا، فاكسون وكلافيل- كلها ترفع علم إيران، إلى فنزويلا. وتلت الناقلات، ناقلة جولسان في يونيو 2020. منذ انهيار صناعة تكرير النفط في فنزويلا والعقوبات التي فرضتها الولايات المتحدة عام 2019 التي تمنع موردي الوقود من إرسال البنزين إلى فنزويلا، تعاني البلاد من نقص مزمن في البنزين. حملت الناقلات الإيرانية التي أرسلت في مايو، 1.53 مليون برميل من البنزين الإيراني، بينما كان من المتوقع أن تحتوي جولسان على 190.000 إلى 345.000 برميل. تم شحن جميع الناقلات في مصفاة بنزين بالقرب من بندر عباس. وقد رافقت القوات البحرية الفنزويلية الناقلات بعد تهديدات الولايات المتحدة بالتدخل.

## الخلفية
تسارع التدهور في صناعة تكرير النفط في فنزويلا منذ عام 2016  نتیجة لقلة الاستثمار وسوء الإدارة. ومنذ أواخر عام 2019، منعت الولايات المتحدة موردي الوقود من إرسال البنزين إلى فنزويلا. ولم تستطيع صناعة التكرير الفنزويلية التي كانت في يوم من الأيام هائلة، أن تنتج البنزين ولذلك تواجه البلاد نقصًا مزمنًا في البنزين. وقد كان نقص الوقود شائعا في فنزويلا. في عام 2020، وصل النقص إلى كاراكاس، مما أدى إلى ظهور صفوف طويلة في محطات الوقود. وبسبب هذا النقص وصل سعر الوقود في السوق السوداء إلى 10 دولارات للغالون. وكان سعر البنزين الفنزويلي ذات يوم من أرخص الأسعار في العالم. حیث ان أسعار الوقود في فنزويلا مدعومة من قبل الحكومة، وتكلّف الحكومة ما مجموعة 18 مليون دولار في السنة. مع تعرض كل من فنزويلا وإيران لضغوط اقتصادية، أقام البلدان علاقات «أكثر سياسية ورمزية».

## تصدير البنزين
في مايو 2020 أرسلت إيران خمس ناقلات تحمل 1.53 مليون برميل من البنزين ومشتقاته إلى فنزويلا. وكانت الناقلة فورتشن هي الناقلة الإيرانية الأولى التي تصل إلى المياه الإقليمية لفنزويلا في 24 مايو 2020. وفي 26 مايو، رست ناقلة النفط الثانية فورست في ميناء إل باليتو الفنزويلي. وصلت ناقلة النفط الثالثة، بتونيا، إلى المنطقة الاقتصادية الخالصة لفنزويلا في 26 مايو. ووصلت الناقلة الرابعة، فاكسون، في 29 مايو. ودخلت الناقلة الخامسة، كلافيل، المياه الإقليمية لفنزويلا في 31 مايو. وقد رافقت القوات البحرية والجوية الفنزويلية جميع الناقلات.

### الدفع
قال السفير الإيراني في فنزويلا، حجة الله سلطاني، لوكالة أنباء الجمهورية الإسلامية أن «إيران تلقت ثمن الوقود كاملاً». وقال عضو مجلس تشخيص مصلحة النظام الإيراني، علي أقامحمدي، ان أموال الشحنات النفطية الخمس تم دفعها إلى الخزانة الإيرانية ضمن عائدات الشركة الوطنية الإيرانية لتكريرو توزيع النفط ووزارة النفط الايرانية.

## الخلافات
في 14 مايو قالت الولايات المتحدة إنها تدرس إجراءات يمكنها اتخاذها ردا على شحنة إيران. وحذّرت إيران وفنزويلا الولايات المتحدة من أي محاولات لمنع تسليم الوقود.
وجّه وزير الخارجية الإيراني، محمد جواد ظريف، رسالة إلى الأمين العام للأمم المتحدة، أنطونيو غوتيريش، حذّر فيها من أعمال أمريكا الاستفزازية من خلال إرسال قواتها البحرية إلى البحر الكاريبي لتعطيل مسار ناقلات النفط الإيرانية. كما استدعى نائب وزير الخارجية الإيراني للشؤون السياسية، عباس عراقجي، السفير السويسري الذي يرعى مصالح الولايات المتحدة في إيران لتحذير أمريكا من عرقلة أي ناقلة إيرانية. وقال السفير الإيراني السابق في كراكاس، أحمد سبحاني، أن قرار الولايات المتحدة بعدم التدخل في تسليم البنزين يشير إلى «قوة إيران الرادعة».

## بعد
كتب الرئيس الفنزويلي نيكولاس مادورو في تغريدة على «تويتر» بعد وصول أول ناقلة نفط إيرانية إلى فنزويلا: «شكرًا لإيران». وأضاف «فقط أخوة الشعوب الحرة هي التي ستنقذنا».
فرضت الولايات المتحدة عقوبات على أربع شركات نفط فنزويلية، وعلى قباطنة السفن الإيرانية الـ5 التي قامت بتسليم النفط إلى فنزويلا. وصف وزير الخارجية الفنزويلي، خورخي أريازا، العقوبات بأنها «مفرطة في الغطرسة» و «دليل أكثر على كراهية صقور ترامب ضد فنزويلا».
في السابق، كان يبلغ سعر البنزين في فنزويلا أقل من بنس واحد للغالون، لكن الندرة أدت إلى ظهور سوق سوداء، حيث كان يُباع الوقود بأسعار تصل إلى 10 دولارات أمريكية للغالون. بعد الشحنات، عيّنت إدارة مادورو سعر البنزين حوالي 1.90 دولار أمريكي للغالون.
في 2 يوليو 2020، رفعت إدارة ترامب دعوى قضائية لمصادرة أربع ناقلات بنزين إيرانية متجهة إلى فنزويلا. وفي حين أن الدعوى القضائية ستطبق فقط في المياه الإقليمية للولايات المتحدة، لكن الإدارة كانت تأمل في أن تقوم دول أخرى بالمثل بمنع شحنات الوقود.
وفي 14 أغسطس 2020، أفادت وزارة العدل الأمريكية أنها صادرت أربع ناقلات إيرانية متجهة إلى فنزويلا تحمل 1.116 مليون برميل نفط.
وقال السفير الإيراني لدى فنزويلا حجت سلطاني إن «التقارير عن مصادرة ناقلات نفط إيرانية هي بمثابة كذبة أخرى وحرب نفسية من جانب الولايات المتحدة»، وكتب في تغريدة أن «السفن ليست إيرانية، وليس لمالكها أو علمها أي علاقة بإيران».
في 18 أغسطس، صرّح وزير النفط الإيراني بيجن نامدار زنكنه أن «هذه الشحنات تضمنت البنزين الإيراني الذي تم بيعه بالكامل إلى فنزويلا وتم تسوية المدفوعات، لذلك لم تصادر الولايات المتحدة ممتلكات من جمهورية إيران الإسلامية، بل ممتلكات من فنزويلا».